# District congressionnel at-large du Delaware
 (janvier 2023).
Si vous disposez d'ouvrages ou d'articles de référence ou si vous connaissez des sites web de qualité traitant du thème abordé ici, merci de compléter l'article en donnant les références utiles à sa vérifiabilité et en les liant à la section « Notes et références ».
Le district congressionnel at-large du Delaware est un district qui comprend l'ensemble de l'État américain du Delaware. C'est le plus ancien district congressionnel du pays, ayant existé sans interruption depuis le 1er Congrès des États-Unis en 1789. Le Delaware n'a toujours eu qu'un seul membre de la Chambre des représentants des États-Unis, à l'exception d'une seule décennie entre 1813 et 1823, lorsque l'État avait deux membres at-large. Les deux sièges ont été pourvus par un scrutin à l'échelle de l'État, les deux candidats recevant le plus de votes étant élus.
Mike Castle, un Républicain et ancien Gouverneur du Delaware , a occupé ce siège de janvier 1993 jusqu'à sa retraite en janvier 2011, après sa candidature infructueuse à l'investiture républicaine pour se présenter au poste de Sénateur américain. Alors même que le Delaware était fortement démocrate au niveau de l'État et au niveau national, Castle était généralement réélu sans difficulté sérieuse. Depuis sa retraite, cependant, les démocrates l'ont tenu sans opposition substantielle.
Le district est actuellement représenté par Sarah McBride, une Démocrate.

## Historique de vote
| Années | Poste     | Résultats                  |
| ------ | --------- | -------------------------- |
| 1992   | Président | B. Clinton 44,0 % – 35,0 % |
| 1996   | Président | B. Clinton 52,0 % – 37,0 % |
| 2000   | Président | Gore 55,0 % – 42,0 %       |
| 2004   | Président | Kerry 53,0 % – 45,0 %      |
| 2008   | Président | Obama 61,0 % – 36,0 %      |
| 2012   | Président | Obama 59,0 % – 40,0 %      |
| 2016   | Président | H. Clinton 53,0 % – 42,0 % |
| 2020   | Président | Biden 59,0 % - 40,0 %      |

## Liste des Représentants du district
| Membre                     | Parti                         | Années                            | Congrès        | Histoire électorale |
| -------------------------- | ----------------------------- | --------------------------------- | -------------- | --- |
| John Vining (en)           | Pro Administration            | 4 mars 1789 - 3 mars 1793         | 1er , 2e       | Élu en 1789. Réélu en 1790. Retrait. |
| John Patten (en)           | Anti-Administration           | 4 mars 1793 - 14 février 1794     | 3e             | Élu en 1792. perd la contestation de l'élection. |
| Henry Latimer (en)         | Pro Administration            | 14 février 1794 - 7 février 1795  | 3e             | Gagne la contestation de l'élection. perd sa réélection. |
| John Patten (en)           | Républicain-Démocrate         | 4 mars 1795 - 3 mars 1797         | 4e             | Élu en 1794. Retrait. |
| James A. Bayard (en)       | Fédéraliste                   | 4 mars 1797 - 3 mars 1803         | 5e - 7e        | Élu en 1796. Réélu en 1798. Réélu en 1800. perd sa réélection. |
| Caesar Augustus Rodney     | Républicain-Démocrate         | 4 mars 1803 - 3 mars 1805         | 8e             | Élu en 1802. perd sa réélection. |
| Vacant                     | Vacant                        | 4 mars 1805 - 1er octobre 1805    | 9e             | James A. Bayard a été élu en 1804 mais a refusé de servir, ayant également été élu comme Sénateur des États-Unis.                                                                             |
| James M. Broom (en)        | Fédéraliste                   | 1er octobre 1805 - 6 octobre 1807 | 9e , 10e       | Élu le 1er octobre 1805 pour terminer le mandat de Bayard et fut intronisé le 2 décembre 1805. Réélu en 1806 mais a refusé de servir.                                                         |
| Nicholas Van Dyke (en)     | Fédéraliste                   | 6 octobre 1807 - 3 mars 1811      | 10e , 11e      | Élu pour terminer le mandat de Broom. Réélu en 1808. Retrait. |
| Henry M. Ridgely (en)      | Fédéraliste                   | 4 mars 1811 - 3 mars 1815         | 12e , 13e      | Élu en 1810. Réélu en 1812. Retrait. |
| Thomas Clayton             | Fédéraliste                   | 4 mars 1815 - 3 mars 1817         | 14e            | Élu en 1814. perd sa réélection. |
| Louis McLane               | Fédéraliste                   | 4 mars 1817 -3 mars 1825          | 15e - 19e      | Élu en 1816. Réélu en 1818. Réélu en 1820. Réélu en 1822. Réélu en 1824. Réélu en 1826 mais a refusé de servir, ayant été élu Sénateur des États-Unis.                                        |
| Louis McLane               | Jacksonien (en)               | 4 mars 1825 - 3 mars 1827         | 15e - 19e      | Élu en 1816. Réélu en 1818. Réélu en 1820. Réélu en 1822. Réélu en 1824. Réélu en 1826 mais a refusé de servir, ayant été élu Sénateur des États-Unis.                                        |
| Vacant                     | Vacant                        | 3 mars 1827 - 2 octobre 1827      | 20e            | |
| Kensey Johns Jr. (en)      | Anti-Jacksonien               | 2 octobre 1827 - 3 mars 1831      | 20e , 21e      | Élu le 2 octobre 1827 pour terminer le mandat de McLane et intronisé le 3 décembre 1827. Réélu en 1828. Retrait.                                                                              |
| John J. Milligan (en)      | Anti-Jacksonien               | 4 mars 1831 - 3 mars 1837         | 22e , 25e      | Élu en 1830. Réélu en 1832. Réélu en 1834. Réélu en 1836. perd sa réélection. |
| John J. Milligan (en)      | Whig                          | 4 mars 1837 - 3 mars 1839         | 22e , 25e      | Élu en 1830. Réélu en 1832. Réélu en 1834. Réélu en 1836. perd sa réélection. |
| Thomas Robinson Jr. (en)   | Démocrate                     | 4 mars 1839 - 3 mars 1841         | 26e            | Élu en 1838. perd sa réélection. |
| George B. Rodney (en)      | Whig                          | 4 mars 1841 - 3 mars 1845         | 27e , 28e      | Élu en 1840. Réélu en 1842. Retrait. |
| John W. Houston (en)       | Whig                          | 4 mars 1845 - 3 mars 1851         | 29e - 31e      | Élu en 1844. Réélu en 1846. Réélu en 1848. Retrait. |
| George R. Riddle (en)      | Démocrate                     | 4 mars 1851 - 3 mars 1855         | 32e , 33e      | Élu en 1850. Réélu en 1852. perd sa réélection. |
| Elisha D. Cullen (en)      | Know Nothing                  | 4 mars 1855 - 3 mars 1857         | 34e            | Élu en 1854. perd sa réélection. |
| William G. Whiteley (en)   | Démocrate                     | 4 mars 1857 - 3 mars 1861         | 35e , 36e      | Élu en 1856. Réélu en 1858. Retrait. |
| George P. Fisher (en)      | Unioniste                     | 4 mars 1861 - 3 mars 1863         | 37e            | Élu en 1860. perd sa réélection. |
| William Temple (en)        | Démocrate                     | 4 mars 1863 - 28 mai 1863         | 38e            | Élu en 1862. Décès. |
| Vacant                     | Vacant                        | 28 mai 1863 - 7 décembre 1863     | 38e            | |
| Nathaniel B. Smithers (en) | Unioniste Inconditionnel (en) | 7 décembre 1863 - 3 mars 1865     | 38e            | Élu pour terminer le mandat de Temple. perd sa réélection. |
| John A. Nicholson (en)     | Démocrate                     | 4 mars 1865 - 3 mars 1869         | 39e , 40e      | Élu en 1864. Réélu en 1866. Retrait. |
| Benjamin T. Biggs (en)     | Démocrate                     | 4 mars 1869 - 3 mars 1873         | 41e , 42e      | Élu en 1868. Réélu en 1870. Retrait. |
| James R. Lofland (en)      | Républicain                   | 4 mars 1873 - 3 mars 1875         | 43e            | Élu en 1872. perd sa réélection. |
| James Williams (en)        | Démocrate                     | 4 mars 1875 - 3 mars 1879         | 44e , 45e      | Élu en 1874. Réélu en 1876. Retrait. |
| Edward L. Martin (en)      | Démocrate                     | 4 mars 1879 - 3 mars 1883         | 46e , 47e      | Élu en 1878. Réélu en 1880. Retrait. |
| Charles B. Lore (en)       | Démocrate                     | 4 mars 1883 - 3 mars 1887         | 48e , 49e      | Élu en 1882. Réélu en 1884. Retrait. |
| John B. Penington (en)     | Démocrate                     | 4 mars 1887 - 3 mars 1891         | 50e , 51e      | Élu en 1886. Réélu en 1888. Retrait. |
| John W. Causey (en)        | Démocrate                     | 4 mars 1891 - 3 mars 1895         | 52e , 53e      | Élu en 1890. Réélu en 1892. Retrait. |
| Jonathan S. Willis (en)    | Républicain                   | 4 mars 1895 - 3 mars 1897         | 54e            | Élu en 1894. perd sa réélection. |
| L. Irving Handy (en)       | Démocrate                     | 4 mars 1897 - 3 mars 1899         | 55e            | Élu en 1896. perd sa réélection. |
| John H. Hoffecker (en)     | Républicain                   | 4 mars 1899 - 16 juin 1900        | 56e            | Élu en 1898. Décès. |
| Vacant                     | Vacant                        | 16 juin 1900 - 6 novembre 1900    | 56e            | |
| Walter O. Hoffecker (en)   | Républicain                   | 6 novembre 1900 - 3 mars 1901     | 56e            | Élu pour terminer le mandat de son père. Retrait. |
| L. Heisler Ball (en)       | Républicain                   | 4 mars 1901 - 3 mars 1903         | 57e            | Élu en 1900. Retrait pour se présenter comme Sénateur des États-Unis. |
| Henry A. Houston (en)      | Démocrate                     | 4 mars 1903 - 3 mars 1905         | 58e            | Élu en 1902. Retrait. |
| Hiram R. Burton (en)       | Républicain                   | 4 mars 1905 - 3 mars 1909         | 59e , 60e      | Élu en 1904. Réélu en 1906. perd sa renomination. |
| William H. Heald (en)      | Républicain                   | 4 mars 1909 - 3 mars 1913         | 61e , 62e      | Élu en 1908. Réélu en 1910. Retrait. |
| Franklin Brockson (en)     | Démocrate                     | 4 mars 1913 - 3 mars 1915         | 63e            | Élu en 1912. perd sa réélection. |
| Thomas W. Miller (en)      | Republican                    | 4 mars 1915 - 3 mars 1917         | 64e            | Élu en 1914. perd sa réélection. |
| Albert F. Polk (en)        | Démocrate                     | 4 mars 1917 - 3 mars 1919         | 65e            | Élu en 1916. perd sa réélection. |
| Caleb R. Layton (en)       | Républicain                   | 4 mars 1919 - 3 mars 1923         | 66,6766e , 67e | Élu en 1918. Réélu en 1920. perd sa réélection. |
| William H. Boyce (en)      | Démocrate                     | 4 mars 1923 - 3 mars 1925         | 68e            | Élu en 1922. perd sa réélection. |
| Robert G. Houston (en)     | Républicain                   | 4 mars 1925 - 3 mars 1933         | 69e - 72e      | Élu en 1924. Réélu en 1926. Réélu en 1928. Réélu en 1930. Retrait. |
| Wilbur L. Adams (en)       | Démocrate                     | 4 mars 1933 - 3 janvier 1935      | 73e            | Élu en 1932. Retrait pour se présenter comme Sénateur des États-Unis. |
| J. George Stewart          | Républicain                   | 3 janvier 1935 - 3 janvier 1937   | 74e            | Élu en 1934. perd sa réélection. |
| William F. Allen (en)      | Démocrate                     | 3 janvier 1937 - 3 janvier 1939   | 75e            | Élu en 1936. perd sa réélection. |
| George S. Williams (en)    | Républicain                   | 3 janvier 1939 - 3 janvier 1941   | 76e            | Élu en 1938. perd sa réélection. |
| Philip A. Traynor (en)     | Démocrate                     | 3 janvier 1941 - 3 janvier 1943   | 77e            | Élu en 1940. perd sa réélection. |
| Earle D. Willey (en)       | Républicain                   | 3 janvier 1943 - 3 janvier 1945   | 78e            | Élu en 1942. perd sa réélection. |
| Philip A. Traynor (en)     | Démocrate                     | 3 janvier 1945 - 3 janvier 1947   | 79e            | Élu en 1944. perd sa réélection. |
| J. Caleb Boggs             | Républicain                   | 3 janvier 1947 - 3 janvier 1953   | 80e - 82e      | Élu en 1946. Réélu en 1948. Réélu en 1950. Retrait pour se présenter comme Gouverneur du Delaware.                                                                                            |
| Herbert Warburton (en)     | Républicain                   | 3 janvier 1953 - 3 janvier 1955   | 83e            | Élu en 1952. Retrait pour se présenter comme Sénateur des États-Unis. |
| Harris McDowell (en)       | Démocrate                     | 3 janvier 1955 - 3 janvier 1957   | 84e            | Élu en 1954. perd sa réélection. |
| Harry G. Haskell Jr. (en)  | Républicain                   | 3 janvier 1957 - 3 janvier 1959   | 85e            | Élu en 1956. perd sa réélection. |
| Harris McDowell (en)       | Démocrate                     | 3 janvier 1959 - 3 janvier 1967   | 86e - 89e      | Élu en 1958. Réélu en 1960. Réélu en 1962. Réélu en 1964. perd sa réélection. |
| William Roth               | Républicain                   | 3 janvier 1967 - 31 décembre 1970 | 90e , 91e      | Élu en 1966. Réélu en 1968. Retrait pour se présenter comme Sénateur des États-Unis et démissionne après l'élection.                                                                          |
| Vacant                     | Vacant                        | 31 décembre 1970 - 3 janvier 1971 | 91e            | |
| Pete du Pont               | Républicain                   | 3 janvier 1971 - 3 janvier 1977   | 92e - 94e      | Élu en 1970. Réélu en 1972. Réélu en 1974. Retrait pour se présenter comme Gouverneur du Delaware.                                                                                            |
| Thomas B. Evans Jr. (en)   | Républicain                   | 3 janvier 1977 - 3 janvier 1983   | 95e - 97e      | Élu en 1976. Réélu en 1978. Réélu en 1980. perd sa réélection. |
| Tom Carper                 | Démocrate                     | 3 janvier 1983 - 3 janvier 1993   | 98e - 102e     | Élu en 1982. Réélu en 1984. Réélu en 1986. Réélu en 1988. Réélu en 1990. Retrait pour se présenter comme Gouverneur du Delaware.                                                              |
| Mike Castle                | Républicain                   | 3 janvier 1993 - 3 janvier 2011   | 103e - 111e    | Élu en 1992. Réélu en 1994. Réélu en 1996. Réélu en 1998. Réélu en 2000. Réélu en 2002. Réélu en 2004. Réélu en 2006. Réélu en 2008. Retrait pour se présenter comme Sénateur des États-Unis. |
| John Carney                | Démocrate                     | 3 janvier 2011 - 3 janvier 2017   | 112e - 114e    | Élu en 2010. Réélu en 2012. Réélu en 2014. Retrait pour se présenter comme Gouverneur du Delaware.                                                                                            |
| Lisa Blunt Rochester       | Démocrate                     | 3 janvier 2017 - 3 janvier 2025   | 115e - 118e    | Élue en 2016. Réélue en 2018. Réélue en 2020. Réélue en 2022. Retrait pour se présenter comme sénatrice pour le Delaware.                                                                     |
| Sarah McBride              | Démocrate                     | 3 janvier 2025 - Présent          | 119e           | Élue en 2024. |

### Second siège at-large
De 1813 à 1823, le Delaware a élu deux membres de la Chambre des Représentants des États-Unis. Tous deux ont été élus dans tout l'État. Quatre hommes qui ont occupé le deuxième siège au cours de cette décennie.
| Membre                 | Parti                 | Année                              | Congrès   | Histoire électorale                                                               |
| ---------------------- | --------------------- | ---------------------------------- | --------- | --------------------------------------------------------------------------------- |
| Thomas Cooper (en)     | Fédéraliste           | 4 mars 1813 - 3 mars 1817          | 13e , 14e | Élu en 1812. Réélu en 1814. perd sa réélection.                                   |
| Willard Hall (en)      | Républicain-Démocrate | 4 mars 1817 - 22 janvier 1821      | 15e , 16e | Élu en 1816. Réélu en 1818. perd sa réélection et démissionne de façon anticipée. |
| Vacant                 | Vacant                | 22 janvier 1821 - 3 mars 1821      | 16e       |                                                                                   |
| Caesar Augustus Rodney | Républicain-Démocrate | 4 mars 1821 - 24 janvier 1822      | 17e       | Élu en 1820. Démissionne lorsqu'élu Sénateur des États-Unis.                      |
| Vacant                 | Vacant                | 24 janvier 1822 - 1er octobre 1822 | 17e       |                                                                                   |
| Caesar Augustus Rodney | Fédéraliste           | 1er octobre 1822 - 3 mars 1823     | 17e       | Élu pour terminer le mandat de son cousin. Retrait.                               |

## Liste des récentes élections
Voici les résultats des dix précédents cycles électoraux dans le district.

### 2004
| Élection de 2004 du district congressionnel at-large du Delaware | Élection de 2004 du district congressionnel at-large du Delaware | Élection de 2004 du district congressionnel at-large du Delaware | Élection de 2004 du district congressionnel at-large du Delaware | Élection de 2004 du district congressionnel at-large du Delaware |
| ---------------------------------------------------------------- | ---------------------------------------------------------------- | ---------------------------------------------------------------- | ---------------------------------------------------------------- | ---------------------------------------------------------------- |
| Parti                                                            | Parti                                                            | Candidat                                                         | Votes                                                            | %                                                                |
|                                                                  | Républicain                                                      | Mike Castle (sortant)                                            | 245 978                                                          | 69,0                                                             |
|                                                                  | Démocrate                                                        | Paul Donnelly                                                    | 105 716                                                          | 30,0                                                             |
|                                                                  | Indépendant                                                      | Maurice J. Barros (write-in)                                     | 2337                                                             | 0,05                                                             |
|                                                                  | Libertarien                                                      | William E. Morris                                                | 2014                                                             | 0,05                                                             |
| Total des votes                                                  | Total des votes                                                  | Total des votes                                                  | 356 045                                                          | 100 %                                                            |
|                                                                  | Les Républicains conservent                                      |                                                                  |                                                                  |                                                                  |

### 2006
| Élection de 2006 du district congressionnel at-large du Delaware | Élection de 2006 du district congressionnel at-large du Delaware | Élection de 2006 du district congressionnel at-large du Delaware | Élection de 2006 du district congressionnel at-large du Delaware | Élection de 2006 du district congressionnel at-large du Delaware |
| ---------------------------------------------------------------- | ---------------------------------------------------------------- | ---------------------------------------------------------------- | ---------------------------------------------------------------- | ---------------------------------------------------------------- |
| Parti                                                            | Parti                                                            | Candidat                                                         | Votes                                                            | %                                                                |
|                                                                  | Républicain                                                      | Mike Castle (sortant)                                            | 143 897                                                          | 57,0                                                             |
|                                                                  | Démocrate                                                        | Dennis Spivack                                                   | 97 565                                                           | 39,0                                                             |
|                                                                  | Indépendant                                                      | Karen M. Hartley-Nagle                                           | 5769                                                             | 2,0                                                              |
|                                                                  | Vert                                                             | Michael Berg                                                     | 4463                                                             | 2,0                                                              |
| Total des votes                                                  | Total des votes                                                  | Total des votes                                                  | 251 694                                                          | 100 %                                                            |
|                                                                  | Les Républicains conservent                                      |                                                                  |                                                                  |                                                                  |

### 2008
| Élection de 2008 du district congressionnel at-large du Delaware | Élection de 2008 du district congressionnel at-large du Delaware | Élection de 2008 du district congressionnel at-large du Delaware | Élection de 2008 du district congressionnel at-large du Delaware | Élection de 2008 du district congressionnel at-large du Delaware |
| ---------------------------------------------------------------- | ---------------------------------------------------------------- | ---------------------------------------------------------------- | ---------------------------------------------------------------- | ---------------------------------------------------------------- |
| Parti                                                            | Parti                                                            | Candidat                                                         | Votes                                                            | %                                                                |
|                                                                  | Républicain                                                      | Mike Castle (sortant)                                            | 235 437                                                          | 61,0                                                             |
|                                                                  | Démocrate                                                        | Karen Hartley-Nagle                                              | 146 434                                                          | 38,0                                                             |
|                                                                  | Libertarien                                                      | Mark Parks                                                       | 3586                                                             | 1,0                                                              |
| Total des votes                                                  | Total des votes                                                  | Total des votes                                                  | 385 457                                                          | 100 %                                                            |
|                                                                  | Les Républicains conservent                                      |                                                                  |                                                                  |                                                                  |

### 2010
| Élection de 2010 du district congressionnel at-large du Delaware | Élection de 2010 du district congressionnel at-large du Delaware | Élection de 2010 du district congressionnel at-large du Delaware | Élection de 2010 du district congressionnel at-large du Delaware | Élection de 2010 du district congressionnel at-large du Delaware |
| ---------------------------------------------------------------- | ---------------------------------------------------------------- | ---------------------------------------------------------------- | ---------------------------------------------------------------- | ---------------------------------------------------------------- |
| Parti                                                            | Parti                                                            | Candidat                                                         | Votes                                                            | %                                                                |
|                                                                  | Démocrate                                                        | John Carney                                                      | 173 543                                                          | 57,0                                                             |
|                                                                  | Républicain                                                      | Glen Urquhart                                                    | 125 442                                                          | 41,0                                                             |
|                                                                  | Indépendant                                                      | Earl R. Lofland                                                  | 3 704                                                            | 1,0                                                              |
|                                                                  | Libertarien                                                      | Brent Wangen                                                     | 1986                                                             | 1,0                                                              |
|                                                                  | Indépendant                                                      | Jeffrey Brown                                                    | 9 651                                                            | 0,31                                                             |
| Total des votes                                                  | Total des votes                                                  | Total des votes                                                  | 305 636                                                          | 100 %                                                            |
|                                                                  | Les Démocrates prennent aux Républicains                         |                                                                  |                                                                  |                                                                  |

### 2012
| Élection de 2012 du district congressionnel at-large du Delaware | Élection de 2012 du district congressionnel at-large du Delaware | Élection de 2012 du district congressionnel at-large du Delaware | Élection de 2012 du district congressionnel at-large du Delaware | Élection de 2012 du district congressionnel at-large du Delaware |
| ---------------------------------------------------------------- | ---------------------------------------------------------------- | ---------------------------------------------------------------- | ---------------------------------------------------------------- | ---------------------------------------------------------------- |
| Parti                                                            | Parti                                                            | Candidat                                                         | Votes                                                            | %                                                                |
|                                                                  | Démocrate                                                        | John Carney (sortant)                                            | 249 905                                                          | 64,0                                                             |
|                                                                  | Républicain                                                      | Tom Kovach                                                       | 129 749                                                          | 33,0                                                             |
|                                                                  | Vert                                                             | Bernard August                                                   | 4273                                                             | 2,0                                                              |
|                                                                  | Libertarien                                                      | Scott Gesty                                                      | 4096                                                             | 1,0                                                              |
| Total des votes                                                  | Total des votes                                                  | Total des votes                                                  | 388 023                                                          | 100 %                                                            |
|                                                                  | Les Démocrates conservent                                        |                                                                  |                                                                  |                                                                  |

### 2014
| Élection de 2014 du district congressionnel at-large du Delaware | Élection de 2014 du district congressionnel at-large du Delaware | Élection de 2014 du district congressionnel at-large du Delaware | Élection de 2014 du district congressionnel at-large du Delaware | Élection de 2014 du district congressionnel at-large du Delaware |
| ---------------------------------------------------------------- | ---------------------------------------------------------------- | ---------------------------------------------------------------- | ---------------------------------------------------------------- | ---------------------------------------------------------------- |
| Parti                                                            | Parti                                                            | Candidat                                                         | Votes                                                            | %                                                                |
|                                                                  | Démocrate                                                        | John Carney (sortant)                                            | 137 251                                                          | 59,0                                                             |
|                                                                  | Républicain                                                      | Rose Izzo                                                        | 85 146                                                           | 37,0                                                             |
|                                                                  | Vert                                                             | Bernard August                                                   | 4801                                                             | 2,0                                                              |
|                                                                  | Libertarien                                                      | Scott Gesty                                                      | 4419                                                             | 2,0                                                              |
| Total des votes                                                  | Total des votes                                                  | Total des votes                                                  | 231 617                                                          | 100 %                                                            |
|                                                                  | Les Démocrates conservent                                        |                                                                  |                                                                  |                                                                  |

### 2016
| Élection de 2016 du district congressionnel at-large du Delaware | Élection de 2016 du district congressionnel at-large du Delaware | Élection de 2016 du district congressionnel at-large du Delaware | Élection de 2016 du district congressionnel at-large du Delaware | Élection de 2016 du district congressionnel at-large du Delaware |
| ---------------------------------------------------------------- | ---------------------------------------------------------------- | ---------------------------------------------------------------- | ---------------------------------------------------------------- | ---------------------------------------------------------------- |
| Parti                                                            | Parti                                                            | Candidat                                                         | Votes                                                            | %                                                                |
|                                                                  | Démocrate                                                        | Lisa Blunt Rochester                                             | 233 554                                                          | 56,0                                                             |
|                                                                  | Républicain                                                      | Hans Reigle                                                      | 172 301                                                          | 41,0                                                             |
|                                                                  | Vert                                                             | Mark Andrew Perri                                                | 8326                                                             | 2,0                                                              |
|                                                                  | Libertarien                                                      | Scott Gesty                                                      | 6436                                                             | 2,0                                                              |
| Total des votes                                                  | Total des votes                                                  | Total des votes                                                  | 420 617                                                          | 100 %                                                            |
|                                                                  | Les Démocrates conservent                                        |                                                                  |                                                                  |                                                                  |

### 2018
| Élection de 2018 du district congressionnel at-large du Delaware | Élection de 2018 du district congressionnel at-large du Delaware | Élection de 2018 du district congressionnel at-large du Delaware | Élection de 2018 du district congressionnel at-large du Delaware | Élection de 2018 du district congressionnel at-large du Delaware |
| ---------------------------------------------------------------- | ---------------------------------------------------------------- | ---------------------------------------------------------------- | ---------------------------------------------------------------- | ---------------------------------------------------------------- |
| Parti                                                            | Parti                                                            | Candidat                                                         | Votes                                                            | %                                                                |
|                                                                  | Démocrate                                                        | Lisa Blunt Rochester                                             | 227 353                                                          | 64,5                                                             |
|                                                                  | Républicain                                                      | Scott Walker                                                     | 125 384                                                          | 35,5                                                             |
| Participation                                                    | Participation                                                    | Participation                                                    | 352 737                                                          | 46,1                                                             |
| Total des votes                                                  | Total des votes                                                  | Total des votes                                                  | 352 737                                                          | 100 %                                                            |
|                                                                  | Les Démocrates conservent                                        |                                                                  |                                                                  |                                                                  |

### 2020
| Élection de 2020 du district congressionnel at-large du Delaware | Élection de 2020 du district congressionnel at-large du Delaware | Élection de 2020 du district congressionnel at-large du Delaware | Élection de 2020 du district congressionnel at-large du Delaware | Élection de 2020 du district congressionnel at-large du Delaware |
| ---------------------------------------------------------------- | ---------------------------------------------------------------- | ---------------------------------------------------------------- | ---------------------------------------------------------------- | ---------------------------------------------------------------- |
| Parti                                                            | Parti                                                            | Candidat                                                         | Votes                                                            | %                                                                |
|                                                                  | Démocrate                                                        | Lisa Blunt Rochester (sortante)                                  | 281 382                                                          | 57,6                                                             |
|                                                                  | Républicain                                                      | Lee Murphy                                                       | 196 392                                                          | 40,2                                                             |
|                                                                  | Indépendant                                                      | Catherine S. Purcell                                             | 6 682                                                            | 1,3                                                              |
|                                                                  | Libertarien                                                      | David L. Rogers                                                  | 3 814                                                            | 0,7                                                              |
| Total des votes                                                  | Total des votes                                                  | Total des votes                                                  | 488 270                                                          | 100 %                                                            |
|                                                                  | Les Démocrates conservent                                        |                                                                  |                                                                  |                                                                  |

### 2022
Les Primaires Démocrates et Républicaines ont été annulées. Lisa Blunt Rochester (D-Sortante) et Lee Murphy (R) avancent vers l'Élection Générale.
| Élection de 2022 du district congressionnel at-large du Delaware | Élection de 2022 du district congressionnel at-large du Delaware | Élection de 2022 du district congressionnel at-large du Delaware | Élection de 2022 du district congressionnel at-large du Delaware | Élection de 2022 du district congressionnel at-large du Delaware |
| ---------------------------------------------------------------- | ---------------------------------------------------------------- | ---------------------------------------------------------------- | ---------------------------------------------------------------- | ---------------------------------------------------------------- |
| Parti                                                            | Parti                                                            | Candidat                                                         | Votes                                                            | %                                                                |
|                                                                  | Démocrate                                                        | Lisa Blunt Rochester (sortante)                                  | 178 416                                                          | 55,5                                                             |
|                                                                  | Républicain                                                      | Lee Murphy                                                       | 138 201                                                          | 43,0                                                             |
|                                                                  | Libertarien                                                      | Cody McNutt                                                      | 3074                                                             | 1,0                                                              |
|                                                                  | Non-Partisan                                                     | David Rogers                                                     | 1958                                                             | 0,6                                                              |
|                                                                  | Indépendant                                                      | Scott Walker (write-in)                                          | 15                                                               | 0,0                                                              |
|                                                                  | Indépendant                                                      | Edward Shlikas (write-in)                                        | 3                                                                | 0,0                                                              |
| Total des votes                                                  | Total des votes                                                  | Total des votes                                                  | 321 667                                                          | 100 %                                                            |
|                                                                  | Les Démocrates conservent                                        |                                                                  |                                                                  |                                                                  |

### 2024
| Primaire Démocrate de 2024 du district congressionnel at-large du Delaware | Primaire Démocrate de 2024 du district congressionnel at-large du Delaware | Primaire Démocrate de 2024 du district congressionnel at-large du Delaware | Primaire Démocrate de 2024 du district congressionnel at-large du Delaware | Primaire Démocrate de 2024 du district congressionnel at-large du Delaware |
| -------------------------------------------------------------------------- | -------------------------------------------------------------------------- | -------------------------------------------------------------------------- | -------------------------------------------------------------------------- | -------------------------------------------------------------------------- |
| Parti                                                                      | Parti                                                                      | Candidat                                                                   | Votes                                                                      | %                                                                          |
|                                                                            | Démocrate                                                                  | Sarah McBride                                                              | 63 972                                                                     | 79,7                                                                       |
|                                                                            | Démocrate                                                                  | Earl Cooper                                                                | 13 138                                                                     | 16,4                                                                       |
|                                                                            | Démocrate                                                                  | Elias Weir                                                                 | 3163                                                                       | 3,9                                                                        |

| Primaire Républicaine 2024 du district congressionnel at-large du Delaware | Primaire Républicaine 2024 du district congressionnel at-large du Delaware | Primaire Républicaine 2024 du district congressionnel at-large du Delaware | Primaire Républicaine 2024 du district congressionnel at-large du Delaware | Primaire Républicaine 2024 du district congressionnel at-large du Delaware |
| -------------------------------------------------------------------------- | -------------------------------------------------------------------------- | -------------------------------------------------------------------------- | -------------------------------------------------------------------------- | -------------------------------------------------------------------------- |
| Parti                                                                      | Parti                                                                      | Candidat                                                                   | Votes                                                                      | %                                                                          |
|                                                                            | Républicain                                                                | John Whalen III                                                            | 18 878                                                                     | 55,7                                                                       |
|                                                                            | Républicain                                                                | Donyale Hall                                                               | 14 997                                                                     | 44,3                                                                       |

| Élection de 2024 du district congressionnel at-large du Delaware, | Élection de 2024 du district congressionnel at-large du Delaware, | Élection de 2024 du district congressionnel at-large du Delaware, | Élection de 2024 du district congressionnel at-large du Delaware, | Élection de 2024 du district congressionnel at-large du Delaware, |
| ----------------------------------------------------------------- | ----------------------------------------------------------------- | ----------------------------------------------------------------- | ----------------------------------------------------------------- | ----------------------------------------------------------------- |
| Parti                                                             | Parti                                                             | Candidat                                                          | Votes                                                             | %                                                                 |
|                                                                   | Démocrate                                                         | Sarah McBride                                                     | 287 830                                                           | 57,9                                                              |
|                                                                   | Républicain                                                       | John Whalen III                                                   | 209 606                                                           | 42,1                                                              |
| Total des votes                                                   | Total des votes                                                   | Total des votes                                                   | 497 436                                                           | 100 %                                                             |
|                                                                   | Les Démocrates conservent                                         |                                                                   |                                                                   |                                                                   |